# دوق يورك
دوق يورك (بالإنجليزية: Duke of York)‏ هو لقب نبيل لطبقة النبلاء في المملكة المتحدة، أنشأه إدوارد الثالث. يُمنح عادةً إلى الابن الثاني لملوك الإنجليز (البريطانيين لاحقًا). مُنح لقب دوق يورك ثماني مرات منذ بدايته في القرن الرابع عشر للنبلاء في إنجلترا. دوق يورك الحالي هو الأمير أندرو، الابن الثاني للملكة إليزابيث الثانية.